# Jana Boušková (harfistka)
Jana Boušková (* 27. září 1970 Praha) je česká harfistka a hudební pedagožka. Vyučuje na AMU a na Royal College of Music v Londýně, působí také jako sólistka České filharmonie. Je zakladatelkou mezinárodního hudebního festivalu Harfové dny Ostrava. Její matkou byla česká harfistka Libuše Váchalová.

## Život a činnost
Jana Boušková absolvovala Pražskou konzervatoř a Ostravskou univerzitu ve třídě profesorky Libuše Váchalové. Ve studiu posléze pokračovala na renomované Indiana University u profesorky Susan McDonaldové. V roce 1992 vyhrála soutěž v USA a získala druhou cenu v Izraeli. Mezi další ocenění patří i vítězství v Concours International de Musique de Chambre v Paříži a v Torneo Internazionale di Musica v Itálii. Za koncertní přínos v rozvoji hry na harfu získala ocenění ve Švýcarsku a také se stala laureátkou festivalu Juventus ve Francii. V Čechách získala cenu Talent roku 96´ a jako jedna z deseti nejvýznamnějších žen České republiky a první interpretka z klasické hudby vůbec, byla vyznamenána cenou „Lady Pro“, která jí byla předána za přítomnosti prezidenta republiky prof. Václava Klause na Pražském hradě.
Vystupuje sólově i v komorních sestavách na českých i světových koncertních pódiích a festivalech. Pořádala sólové recitály v Alice Tully Hall – Lincoln Center (New York), v Theatre du Châtelet v Paříži, ve vídeňském Musikvereinu, na festivalu Pražské jaro a Berliner Festtage; účinkování na Galakoncertu pořádaném k 50. narozeninám Jurije Bashmeta v Moskvě; turné po Izraeli a Evropě společně s houslistou Maximem Vengerovem, s kterým mimo jiné uvedla také premiéru skladby „Maximum“ Benjamina Yusupova pro čtyři sólové nástroje a orchestr; komorní spolupráce s dalšími interprety na festivalu Spannungen v Německu, Parry Sound v Ontariu, Festival des Lauréats Juventus Cambrai nebo Elba Isola Musicale d'Europa, v Théâtre de la Ville společně flétnisty Emmanuelem Pahudem a Mathieu Defourem a harfistkou Marie-Pierre Langlamet, nebo německá turné s flétnistou Patrickem Gallois. Jako sólistka orchestrů (např. České filharmonie, Pražské komorní filharmonie, Chicago Sinfonietty, Amsterdam Sinfonietty, Israel Philharmonic Orchestra, MDR Symphonieorchester Leipzig či Tokyo Chamber Orchestra) vystoupila v sálech Carnegie Hall v New Yorku, Berlínské a Kolínské filharmonie, Suntory Hall v Tokiu, v Gewandhausu v Lipsku, v Symphony Center v Chicagu, Concertgebouw v Amsterdamu, pražském Rudolfinu a dalších.
Mimo sólové činnosti se věnuje pedagogické dráze. V letech 2005 až 2020 vyučovala na Královské konzervatoři v Bruselu. Působí na Hudební fakultě Akademie múzických umění v Praze, na níž byla v prosinci 2024 jmenována profesorkou pro obor Hudební umění. V roce 2018 vyhrála konkurz na profesorku londýnské Royal College of Music.
Od roku 2005 je též sóloharfistkou České filharmonie. Jana Boušková je pravidelně zvána k účinkování na světových harfových kongresech a sympoziích včetně Mezinárodní harfové soutěže v USA, Francii či Izraeli, stejně tak i jako pedagog k vedení mistrovských kurzů. Je zvána též k pedagogické činnosti na prestižních školách včetně Indiana University v USA nebo Haute École de Musique v Ženevě. V roce 1999 byla uměleckou ředitelkou VII. světového harfového kongresu v Praze. Od roku 2000 je členem Umělecké rady Akademie múzických umění a též České filharmonie.
Jana Boušková nahrála přes dvě desítky CD pro domácí i zahraniční firmy, natáčí pro rozhlasové a televizní společnosti. V roce 2004 vydala společnost EMI nahrávku z jejího koncertu na Festivalu Spannungen. Široký repertoár Jany Bouškové obsahuje díla všech období, mnoho současných českých i zahraničních autorů zkomponovalo skladby přímo pro ni. Mezi světové premiéry patří mimo jiné již zmíněná Sonata pro cello a harfu od Raviho Šankara; Koncert pro flétnu, housle, violu, harfu a orchestr Benjamina Yusupova s houslistou Maximem Vengerovem, Koncert pro dvě harfy Jana F. Fischera s Isabelle Moretti premiérovaného na Sedmém světovém harfovém kongresu v Praze v roce 1999, Koncert pro sólo harfu „Praharphona“ od Kryštofa Mařatky s premiérou v německém Kielu, Sólový harfový koncert Lukáše Sommera, Jazz koncert pro flétnu a harfu Emila Viklického a mnoho dalších sólových a komorních děl.
Jana Boušková hraje na nástroj americké firmy Lyon & Healy, který získala za vítězství v USA International Harp Competition v roce 1992, a je rovněž oficiální tváří této prestižní společnosti.

## Diskografie
- Harp Concertos, Haendel; Krumpholz; Boildieu; Jana Bouskova – harp; Czechoslovak Chamber Orchestra, Panton 81 1228-2031
- Harp Recital, Handel; Scarlatti; Pescetti; C. Ph. E. Bach; Cardon; Tournier; Grandjany; Alvars, Bohemia Music BM 0002-2131
- Jan Ladislav Dusík, Grand Sonate E flat major; Grand Sonate B flat major; Sonate c minor; Duo for harp and piano C major; Duo for harp and piano F major; Grand Duo for harp and piano with two French horns op. 38, Josef Hála – klavír, Jaroslav and Tomas Secky – French horn, Panton 81 1289-2131
- Jana Bouskova plays works by J. F. Fischer, Czech contemporary music, Monologues for harp; Harp duo; Hommage a B M. For harp and flute; Four Etudes for harp, Libuše Váchalová – harfa, Jiří Boušek – flétna, Panton 81 1290-2131
- Johann Christian Bach, Six Concertos for harp and string trio, Virtuosi Trio, Lupulus LUP020-2 131
- Harp Recital, J. S. Bach; Rossler-Rosetti; Rota; Fischer; Godeefroid, Popron 584006-2 111
- Jan Křtitel Krumpholz, Concertos for Harp and Orchestra 1.; Concerto No. 1, op. 4; No. 2, op. 4; No. 5, op. 7, Prague Chamber Philharmonic Orchestra, Jiří Bělohlávek – Conductor, Clarton CQ 0018-2 031
- Jan Křtitel Krumpholz, Concerto for Harp and Orchestra 2.; Concerto No. 3, op. 6; No. 4, op. 6; No. 6, op. 9, Prague Chamber Philharmonic Orchestra, Jiří Bělohlávek – Conductor, Clarton CQ 0029-2 031
- Paul Hindemith: Concerto for Winds, Harp and Orchestra, Jiří Válek – flétna, František Kimel – hoboj, Ivan Doksanský – klarinet, Jiří Seidl – bassoon, Czech Philharmonic Orchestra, Jiří Bělohlávek – Conductor, Chandos 9457
- Kreutzer: Six Notturnos for Violin and Harp, Shizuka Ishikawa – Violin, L1 0323-2 131
- Harp and Flute Recital, Ortiz; Spohr; Folprecht; Ravel; Bresgen; Debussy, Meinhart Niedermayr – flétna, Preiser Records 90154
- Solos for Harp – Ravel & Debussy, Maurice Ravel: Introduktion et Allegro for Harp, Flute, Clarinet and String Quartet, Maurice Ravel: Sonatine en Trio for Flute, Cello and Harp, Claude Debussy: Danses for Harp and Strings, Claude Debussy: Sonate for Flute, Viola and Harp, Pražákovo kvarteto, Ludmila Peterková – klarinet, Václav Kunt – flétna, Václav Hoskovec – double bass, Supraphon SU 3430-2 131
- Jana Bouskova plays Virtuoso Encores, E. Lecuona, F. Chopin, N. Paganini, A. Durand, F. Liszt, M. de Falla, S. Rachmaninov, S. Prokofiev, A. Lara, H. Renie, E. Parish Alvars, J. Rodrigo, F. Godefroid, Panton 71 0526-2
- Harfenkonzerte, C. Ditters von Dittersdorf: Konzert fur Harfe und Streicher A dur, J. G. Albrechtsberger: Konzert fur Harfe und Orechester C dur, J. G. Albrechtsberger: Partita in F dur, G. Ch. Wagenseil: Konzert fur Harfe, zwei Violinen und Violoncello G dur, Vladislav Czarnecki – conductor, Südwestdeutsches Kammerorchester Pforzheim (ebs 6085)